# قهرمانی ملت‌های آفریقا
قهرمانی ملت‌های آفریقا (انگلیسی: African Nations Championship) (گاهی به عنوان قهرمانی کشورهای آفریقایی یا CHAN نامیده می‌شود) مسابقات فوتبال است که برای اولین بار در تاریخ ۱۱ سپتامبر ۲۰۰۷ اعلام شد. این بازی‌ها توسط کنفدراسیون فوتبال آفریقا (CAF) برگزار می‌شود.
در این رقابت‌ها، تیم‌های شرکت کننده صرفاً می‌توانند از بازیکنانی شاغل در لیگ‌های کشور خودشان استفاده کنند که واجد شرایط بازی در فصل جاری آن لیگ بوده‌اند. هیچ تیمی مجاز به استفاده از بازیکنان ملی شاغل در سایر لیگ‌ها، صرف نظر از جایی که بازی می‌کنند، حتی در آفریقا، در این مسابقات نیستند.
این مسابقات هر دو سال یکبار برگزار می‌شود که نخستین دوره این رقابت‌ها در سال ۲۰۰۹ به میزبانی کشور ساحل عاج برگزار شد. تا کنون ۵ دوره از این رقابت‌ها برگزار شده‌است.
این مسابقات را نباید با جام ملت‌های آفریقا اشتباه گرفت. چرا که جام ملت‌های آفریقا از سال ۱۹۵۷ شروع شده و تا کنون ۳۱ دوره از آن برگزار شده‌است.

## نتایج

### خلاصه
| ۲۰۰۹ جزئیات | ساحل عاج      | ۸      | · کنگو       | ۲–۰              | · غنا        | · زامبیا     | ۲–۱              | · سنگال      |
| ۲۰۱۱ جزئیات | سودان         | ۱۶     | · تونس       | ۳–۰              | · آنگولا     | · سودان      | ۱–۰              | · الجزایر    |
| ۲۰۱۴ جزئیات | آفریقای جنوبی | ۱۶     | · لیبی       | ۰–۰ (۴–۳ پنالتی) | · غنا        | · نیجریه     | ۱·۰              | · زیمبابوه   |
| ۲۰۱۶ جزئیات | رواندا        | ۱۶     | · کنگو       | ۳–۰              | · مالی       | · ساحل عاج   | ۲–۱              | · گینه       |
| ۲۰۱۸ جزئیات | مراکش         | ۱۶     | · مراکش      | ۴–۰              | · نیجریه     | · سودان      | ۱–۱ (۴–۲ پنالتی) | · لیبی       |
| ۲۰۲۰ جزئیات | کامرون        | ۱۶     | · مراکش      | ۲–۰              | · مالی       | · گینه       | ۲–۰              | · کامرون     |
| ۲۰۲۲ جزئیات | الجزایر       | نامشخص | رویداد آینده | رویداد آینده     | رویداد آینده | رویداد آینده | رویداد آینده     | رویداد آینده |

### عملکرد کشورها
| تیم                   | قهرمان          | نایب‌قهرمان     | مقام سوم        | مقام چهارم |
| --------------------- | --------------- | -------------- | --------------- | ---------- |
| جمهوری دموکراتیک کنگو | ۲ (۲۰۰۹، ۲۰۱۶)  | –              | –               | –          |
| مراکش                 | ۲ (۲۰۱۸*، ۲۰۲۰) | –              | –               | –          |
| لیبی                  | ۱ (۲۰۱۴)        | –              | –               | ۱ (۲۰۱۸)   |
| تونس                  | ۱ (۲۰۱۱)        | –              | –               | -          |
| غنا                   | –               | ۲ (۲۰۰۹، ۲۰۱۴) | –               | –          |
| مالی                  | –               | ۲ (۲۰۱۶، ۲۰۲۰) | –               | –          |
| نیجریه                | –               | ۱ (۲۰۱۸)       | ۱ (۲۰۱۴)        | –          |
| آنگولا                | –               | ۱ (۲۰۱۱)       | –               | –          |
| سودان                 | –               | –              | ۲ (۲۰۱۱*، ۲۰۱۸) | –          |
| گینه                  | –               | –              | ۱ (۲۰۲۰)        | ۱ (۲۰۱۶)   |
| ساحل عاج              | –               | –              | ۱ (۲۰۱۶)        | –          |
| زامبیا                | –               | –              | ۱ (۲۰۰۹)        | –          |
| الجزایر               | –               | –              | –               | ۱ (۲۰۱۱)   |
| سنگال                 | –               | –              | –               | ۱ (۲۰۰۹)   |
| زیمبابوه              | –               | –              | –               | ۱ (۲۰۱۴)   |
| کامرون                | –               | –              | –               | ۱ (۲۰۲۰*)  |

* میزبان.

### قهرمانان منطقه
| فدراسیون (منطقه) | قهرمان(ها)                    | تعداد     |
| ---------------- | ----------------------------- | --------- |
| آفریقای شمالی    | لیبی (۱)، مراکش (۲)، تونس (۱) | ۴ قهرمانی |
| آفریقای مرکزی    | جمهوری دموکراتیک کنگو (۲)     | ۲ قهرمانی |
| آفریقای غربی     | هیچ‌کدام                       | ۰ قهرمانی |
| آفریقای شرقی     | هیچ‌کدام                       | ۰ قهرمانی |
| آفریقای جنوبی    | هیچ‌کدام                       | ۰ قهرمانی |